# Otero (Familienname)
Otero ist ein galicischer Familienname. Es handelt sich um die kastilische Version des galicisch-portugiesischen Namens Outeiro, der von dem lateinischen Wort Altariu abstammt. Das Wort Otero steht für einen Hügel, der sich aus dem Flachland erhebt.

## Namensträger
- Adrián Otero (1958–2012), argentinischer Sänger
- Alejandro Otero (Künstler) (1921–1990), venezolanischer Künstler
- Alejandro Otero (Polizist) (1930/1931–2013), uruguayischer Polizist und Fußballschiedsrichter
- Alejandro Otero Fernández (1888–1953), mexikanischer Mediziner und Politiker
- Aníbal Otero (1911–1974), spanischer Linguist
- Agustín Otero Largacha (1940–2004), kolumbianischer Geistlicher, Weihbischof in Bogotá
- Blas de Otero (1916–1979), spanischer Dichter
- Carlos Almenar Otero (1926–2018), venezolanischer Tenor
- Celso Otero (* 1958), uruguayischer Fußballtorhüter
- David Otero (* 1980), spanischer Musiker
- Francisco Otero Besteiro (1933–1994), spanischer Künstler
- Huem Otero García (* 1984), österreichische Politikerin (Grüne)
- Isabel Otero (* 1962), französische Schauspielerin
- Jorge Otero (* 1969), spanischer Fußballspieler
- José Mora Otero (1897–1975), uruguayischer Politiker, Diplomat und Rechtsanwalt
- Juan Otero, uruguayischer Fußballspieler
- Julia Otero (* 1959), spanische Journalistin
- La Belle Otéro (Caroline Otero; 1868–1965), spanische Tänzerin, Sängerin und Mätresse
- Lisandro Otero (1933–2008), kubanischer Schriftsteller, Journalist und Diplomat
- Luis Manuel Otero Alcántara (* 1987), kubanischer Künstler und Dissident
- Luis Otero Mujica (1879–1940), chilenischer General
- Manolo Otero (1942–2011), spanischer Sänger und Schauspieler
- Marcelo Otero (* 1971), uruguayischer Fußballspieler
- Mariana Otero (* 1963), französische Regisseurin
- Mariano S. Otero (1844–1904), US-amerikanischer Politiker (New Mexico)
- Marina Otero (* 1984), argentinische Performancekünstlerin
- Marina Otero Verzier (* 1981), spanische Architektin
- Miguel Otero Silva (1908–1985), venezolanischer Schriftsteller
- Miguel Antonio Otero senior (1829–1882), US-amerikanischer Politiker (New Mexico)
- Miguel Antonio Otero (1859–1944), US-amerikanischer Politiker (New Mexico)
- Miqui Otero (* 1980), spanischer Schriftsteller, Journalist
- Nina Otero-Warren (1881–1965), US-amerikanische Politikerin und Autorin
- Ramón Otero Pedrayo (1888–1976), spanischer Schriftsteller
- Sebastián Otero (* 2005), puerto-ricanischer Fußballspieler
- Sergio Pacheco Otero (* 1934), mexikanischer Fußballspieler
- Sofía Otero (* 2013), spanische Schauspielerin
- Steven Michael Otero (* 1990), spanischer Gewichtheber
- Vicente Leñero Otero (1933–2014), mexikanischer Schriftsteller, Dramaturg, Journalist und Drehbuchautor
- Xosé Otero Abeledo (1908–1996), spanischer Maler